# Michael Bloomberg
Michael Rubens (Mike) Bloomberg (Boston (Massachusetts), 14 februari 1942) is een Amerikaans ondernemer en de oprichter van Bloomberg L.P. Van 2002 tot 2013 was hij de burgemeester van New York.

## Loopbaan
Bloomberg groeide op in Medford, een voorstad van Boston in de Amerikaanse staat Massachusetts. Hij studeerde elektrotechniek aan de Johns Hopkins University en verkreeg later een MBA aan de Harvard Business School. Hij was een vennoot bij Salomon Brothers en toen hij in 1981 voor tien miljoen dollar werd uitgekocht, begon hij met zijn eigen bedrijf: Bloomberg, een mediabedrijf toegespitst op financieel nieuws, dat onder meer via de Bloomberg Terminal wordt verspreid.
Bloomberg was lid van de Democraten tot 2001, toen hij overstapte naar de Republikeinen en zich kandidaat stelde voor het burgemeesterschap van New York. Hij werd in november 2001 verkozen met 50,3% van de stemmen, en in november 2005 herkozen met 58,38% van de stemmen. Hij voorde een progressief-liberaal bewind, met veel aandacht voor een gezonde leefstijl van de burgers. Het roken werd in de openbare ruimte zo goed als onmogelijk, het suiker- en zoutgebruik moest omlaag en de mensen moesten meer bewegen. Hij liet naar Europees voorbeeld fietsbanen aanleggen en voerde de City Bike in, een systeem van huurfietsen.
In 2008 verliet hij de Republikeinse Partij en ging verder als onafhankelijke. Aangezien er een beperking stond op het aantal termijnen zou hij niet voor een derde termijn kunnen gaan in november 2009. De gemeenteraad van New York hield een controversiële stemming om de beperking op te trekken van twee naar drie termijnen, waardoor Bloomberg zich toch nog verkiesbaar kon stellen. Eind 2013 liep zijn derde termijn af en werd hij opgevolgd door de Democraat Bill de Blasio.
Eind 2018 besloot Bloomberg zich weer in te schrijven als lid van de Democratische Partij. Eerder werd er al op gespeculeerd dat hij namens die partij in 2020 een gooi zou doen naar het presidentschap.
Bloomberg is met een geschat vermogen van rond de 96 miljard dollar (anno 2024) een van de rijkste personen ter wereld. Dat vermogen zette hij in voor zijn politieke carrière, zodat hij niet gebonden was aan de regels voor sponsoring van politieke campagnes. Bij zijn herverkiezing van 2005 bijvoorbeeld gaf hij 80 miljoen dollar uit, meer dan tien maal zoveel als zijn tegenstander Fernando Ferrer en meer dan in welke burgemeesterscampagne ook. In een verkiezingsbijeenkomst die op tv werd uitgezonden liet Bloombergs campagnestaf een compleet publiek huren, wat echter door het persbureau AP werd ontdekt en onthuld. Desondanks behaalde Bloomberg meer dan 59% van de stemmen tegen Ferrer met ruim 39%.
In 2020 deed Bloomberg mee aan de voorverkiezingen voor de nominatie van de Democraten voor het presidentschap. Zijn campagne, die meer dan 500 miljoen dollar kostte, betaalde hij grotendeels zelf. Op 4 maart, daags na Super Tuesday, trok hij zich wegens teleurstellende resultaten terug en schaarde zich achter Joe Biden.

## Politieke ideeën
Bloomberg deelt op belangrijke thema's als abortus en het homohuwelijk de Democratische standpunten. Ook steunde hij de campagnes van Barack Obama voor het presidentschap.
In april 2018 kwam hij in het nieuws doordat hij aankondigde de bijdrage van 4,5 miljoen dollar van de Verenigde Staten aan het Akkoord van Parijs, onderdeel van het Klimaatverdrag, uit eigen zak te zullen betalen. President Donald Trump had de VS in 2017 teruggetrokken uit de overeenkomst, maar Bloomberg gaf te kennen dat Amerika zich te houden had aan de aangegane verbintenis, met de woorden "Als Amerikanen dragen we allemaal de verantwoordelijkheid als de overheid het niet doet".
Bloomberg heeft in 2001 een autobiografie geschreven, Bloomberg by Bloomberg.
- Bibsys: 1470399606942
- Bibliothèque nationale de France: cb135416543 (data)
- CiNii: DA11113031
- Gemeinsame Normdatei: 134115317
- International Standard Name Identifier: 0000 0001 1499 1878
- Library of Congress Control Number: n96119073
- Nationale Bibliotheek van Letland: 000345259
- Bibliotheek van het Japanse parlement: 00665941
- Nationale Bibliotheek van Tsjechië: xx0000277
- Nationale Bibliotheek van Israël: 987007258693505171
- Nationale Bibliotheek van Polen: a0000003360822
- Nederlandse Thesaurus van Auteursnamen: 176974857
- Réseau des bibliothèques de Suisse occidentale: 02-A003015102
- Système universitaire de documentation: 091954835
- Union List of Artist Names: 500274366
- Virtual International Authority File: 160543179
- WorldCat: E39PBJpjjbHHPMfwhYKyPf7fv3